# سوزان رايان
سوزان ماري رايان (بالإنجليزية: Susan Ryan)‏ (10 أكتوبر 1942 - 27 سبتمبر 2020)، هي سياسية أسترالية وموظفة حكومية، كانت عضوًا في حزب العمل الأسترالي (ALP)، وشغلت منصبًا وزاريًا في حكومة هوك كوزيرة تساعد رئيس الوزراء لشؤون وضع المرأة (1983-1988)، ووزيرة التعليم وشؤون الشباب (1983-1984)، ووزيرة للتعليم (1984-1987)، ووزير الدولة الخاص (1987-1988). كانت أول امرأة من حزب العمل الأسترالي تعمل في مجلس الوزراء، وشاركت بشكل خاص في إنشاء قانون التمييز على أساس الجنس لعام 1984 وقانون العمل الإيجابي (تكافؤ الفرص في التوظيف) لعام 1986 . شغلت رايان منصب عضو مجلس الشيوخ عن إقليم العاصمة الأسترالية من 1975 إلى 1987. بعد تركها السياسة، عملت كمفوض التمييز على أساس السن من 2011 إلى 2016، داخل لجنة حقوق الإنسان الأسترالية.